# Professor Linacre de Zoologia
A posição de Professor Linacre de Zoologia (em inglês:  Linacre Professor of Zoology) da Universidade de Oxford foi fundada em 1860, inicialmente como Profesor Linacre de Fisiologia e depois como cátedra de Anatomia Humana e Comparativa, embora suas origens possam ser traçadas até 300 anos antes, nas Leituras Linacre do Merton College (Oxford). 
É nomeada em memória de Thomas Linacre (1460–1524), médico particular de Henrique VIII de Inglaterra e fundador do Royal College of Physicians.

## Lista de Professores Linacre
- 1860–1881 George Rolleston
- 1881–1891 Henry Nottidge Moseley
- 1891–1898 Ray Lankester
- 1899–1906 Walter Frank Raphael Weldon
- 1906–1921 Gilbert C. Bourne[1]
- 1921–1946 Edwin Stephen Goodrich
- 1946–1961 Alister Hardy
- 1961–1979 John William Sutton Pringle
- 1979–1993 Richard Southwood
- 1993–2000 Roy Malcolm Anderson
- 2002– Peter Holland